# M/S Berlin
M/S Berlin är en passagerar- och ro-ro-färja, som byggs på  varvet Volkswerft i Stralsund och är systerfärja till M/S Copenhagen. Fartyget sjösattes den 2 december 2011 i Stralsund. Efter omfattande konstruktionsproblem levererades fartyget 2016, fyra år försenat. Färjan trafikerar linjen Gedser-Rostock. Både M/S Berlin och M/S Copenhagen är hybridfärjor, som förenar traditionell dieseldrift med batteridrift. Tillsammans med minskad miljöpåverkan har fartygets bränsleförbrukning reducerats till nästan en tredjedel per bil per överfart jämfört med tidigare färjor på samma linje.